# Тісуль (Тяжинський округ)
Тісу́ль (рос. Тисуль) — село у складі Тяжинського округу Кемеровської області, Росія.

## Населення
Населення — 770 осіб (2010; 1021 у 2002).
Національний склад (станом на 2002 рік):
- росіяни — 95 %